# Julius Carl Friedrich Aßmann

Julius Aßmann (1827–1886)

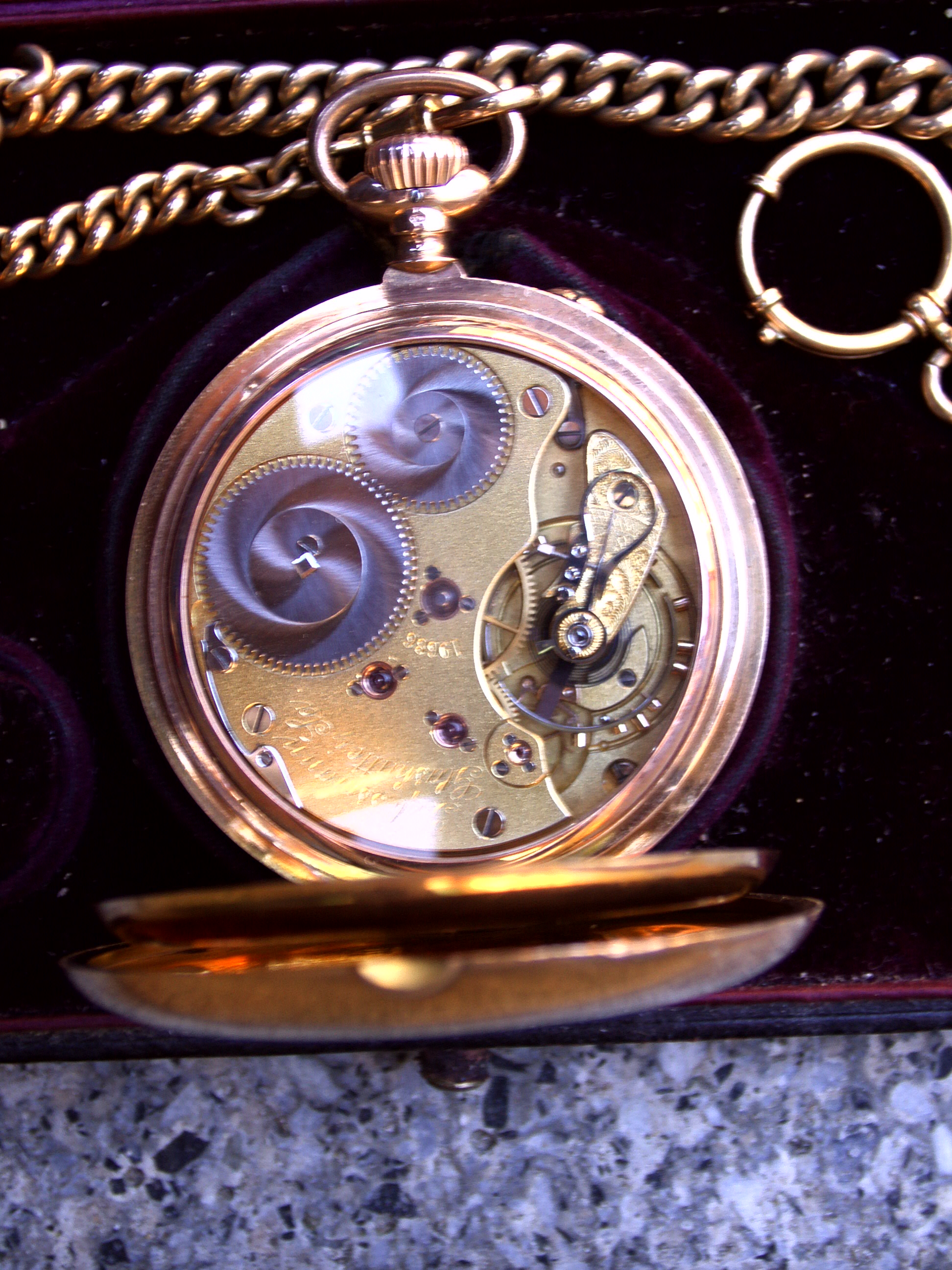
Taschenuhr

Julius Carl Friedrich Aßmann (* 2. Oktober 1827 in Stettin; † 15. August 1886 in Glashütte) war ein deutscher Uhrmacher, der in Glashütte als Uhrmacher und Uhrenfabrikant tätig war.

## Leben
Nach dem Schulbesuch in Stettin begann Julius Aßmann mit 16 Jahren bei einem dort ansässigen Meister eine Uhrmacherlehre. Nach deren Abschluss ging er als Uhrmachergehilfe nach Berlin, wo er sich weiteres Wissen aneignete. Schon bald widmete er sich ausschließlich der Herstellung von neuen Uhren. Über die bestehenden Kontakte Berliner Uhrmacher (vermutlich des Berliner Chronometermachers Christian Friedrich Tiede) bewarb sich Julius Aßmann bei der Firma A. Lange & Cie.
1852 gründete er auf Anraten und mit Unterstützung von Ferdinand Adolph Lange die J. Assmann Deutsche Anker Uhren Fabrik in Glashütte. Die Schreibweise des Namens Aßmann mit „ss“ im Firmennamen dürfte der Exportorientierung an den Markt in Übersee geschuldet sein. Julius Aßmann war im Zusammenwirken mit den Protagonisten der Glashütter Uhrenindustrie, Ferdinand Adolph Lange, Adolf Schneider und Moritz Großmann, an der Entwicklung der Glashütter Präzisionstaschenuhr, die erst 1867 endgültig ausgereift war, maßgeblich beteiligt.
Julius Aßmann fertigte Uhren, die in ihrer Qualität denen der Firma A. Lange & Cie., die ab 1867 unter A. Lange und Söhne firmierte, in nichts nachstanden, wie die auf nationalen und internationalen Ausstellungen erworbenen Auszeichnungen dokumentieren.
Einen noch während der Entwicklungszeit der Glashütter Präzisionsuhr mit der typischen ¾ Platine 1860 von der Preußischen Staatsregierung gemachten Abwerbungsversuch, der ihn für den Aufbau einer mit Glashütte vergleichbaren Uhrenindustrie in Schlesien gewinnen sollte, lehnte Julius Aßmann ab.
Julius Aßmann war ab 1860 Redakteur des Uhrmacherblattes „Spiralia“. Er war Mitglied im Lokal-Ausschuss zur Vorbereitung der Gründung der Glashütter Uhrmacherschule des Zentralverbandes der Deutschen Uhrmacher 1877, in deren Aufsichtsrat Julius Aßmann von Anfang an bis 1886 vertreten war. Nach dem Tod von Moritz Großmann 1885 übernahm Julius Aßmann die Funktion des Aufsichtsratsvorsitzenden der Uhrmacherschule. Der Bau eines Schulgebäudes wurde mit Spenden aktiv unterstützt.

## Familie
Am 31. Juli 1853 heiratete Julius Aßmann in Glashütte Emilie Auguste Schneider, die Tochter eines Beamten im Königlich-Sächsischen Kriegsministerium zu Dresden. Aus dieser Ehe stammt der am 28. August 1854 geborene Sohn Paul Friedrich Adolph Aßmann. Nachdem seine erste Frau Anfang 1864 im Alter von nur 35 Jahren verstorben war, heiratete er am 2. Dezember 1865 Marie Antonie Lange, die älteste Tochter von Ferdinand Adolph Lange, dem Begründer der Glashütter Uhrenindustrie.
Julius Aßmann bildete seinen Sohn Paul zum Uhrmacher aus und ließ ihn seine Fähigkeiten in der Uhrmacherschule Le Locle in der Schweiz vervollkommnen. Weitere zwei Jahre Auslandserfahrung befähigten Paul Aßmann 1877, bei seiner Rückkehr in die väterliche Firma, in verantwortlicher Funktion als deren Teilhaber einzutreten.
Nach dem Tod von Julius Aßmann führte Sohn Paul Aßmann die Firma vorerst als alleiniger Inhaber erfolgreich weiter.